# DSB MZ
Тепловоз DSB MZ — шестиосный тепловоз, строившийся на заводах шведской компании NOHAB с 1967 по 1978 год, по лицензии американской компании General Motors EMD (подразделение Electro-Motive Diesel). Всего был построен 61 тепловоз, четырёх модификаций (I—IV).
Некоторые тепловозы (DSB MZ — IV) и сейчас эксплуатируются компанией DB Schenker Rail в Дании. В Швеции тепловозы получили названиеTMZ и используются Svensk Tågteknik, TÅGAB, TGOJ, Inlandsgods, а также BaneService и Jernbaneverket в Норвегии и Independent Rail of Australia в Австралии.
Тепловоз имеет двухтактный V-образный 16-ти цилиндровый дизельный двигатель.

## Серии
MZ I — было построено десять единиц с 1967 по 1969. Одна из них хранится в музее DSB, а остальные были проданы различным шведским операторам.
MZ II — было построено 16 единиц в 1970 году. Она имеет тот же внешний вид и многие характеристики сходные с MZ I. Большинство локомотивов было продано различным шведским операторам.
MZ III — было построено 20 единиц с 1972 по 1974 годы. Имеет немного другой вид и оснащен более мощными двигателями, которые позволяют развивать более высокую скорость. Два тепловоза были проданы COMSA в Испании, шестнадцать Independent Rail of Australia в Австралии, оставшиеся два, датскому оператору Contec.
MZ IV — было построено 15 единиц в 1977/1978. Он имеет такую же производительность, как MZ III, но немного другой внешний вид. Два из них были проданы шведской TÅGAB, а остальные эксплуатируются DB Schenker Rail в Дании.

## Интересные факты
Звук дизеля этого тепловоза используется как стандартный в железнодорожном симуляторе Trainz.

## Галерея

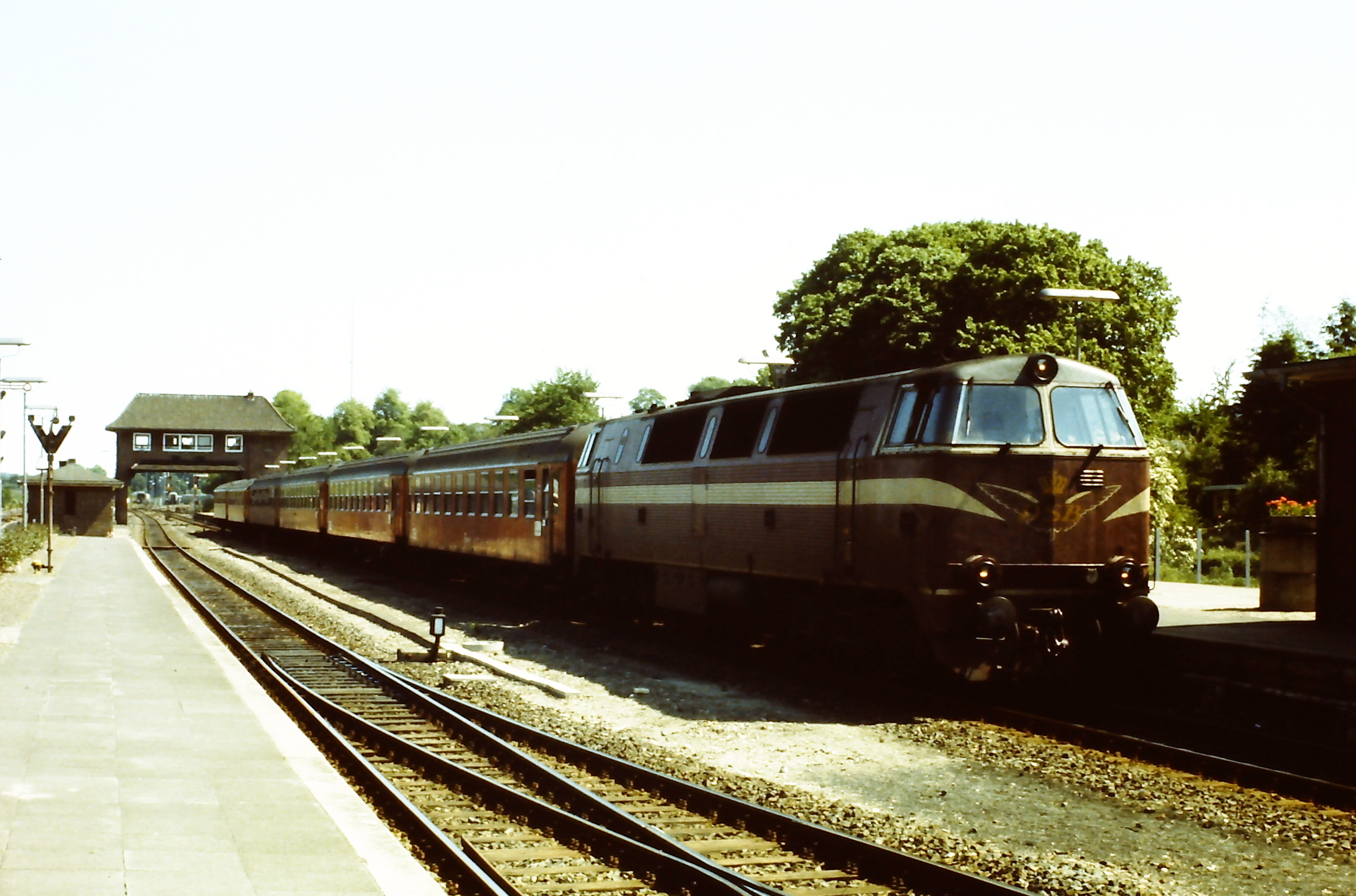
MZ 1418
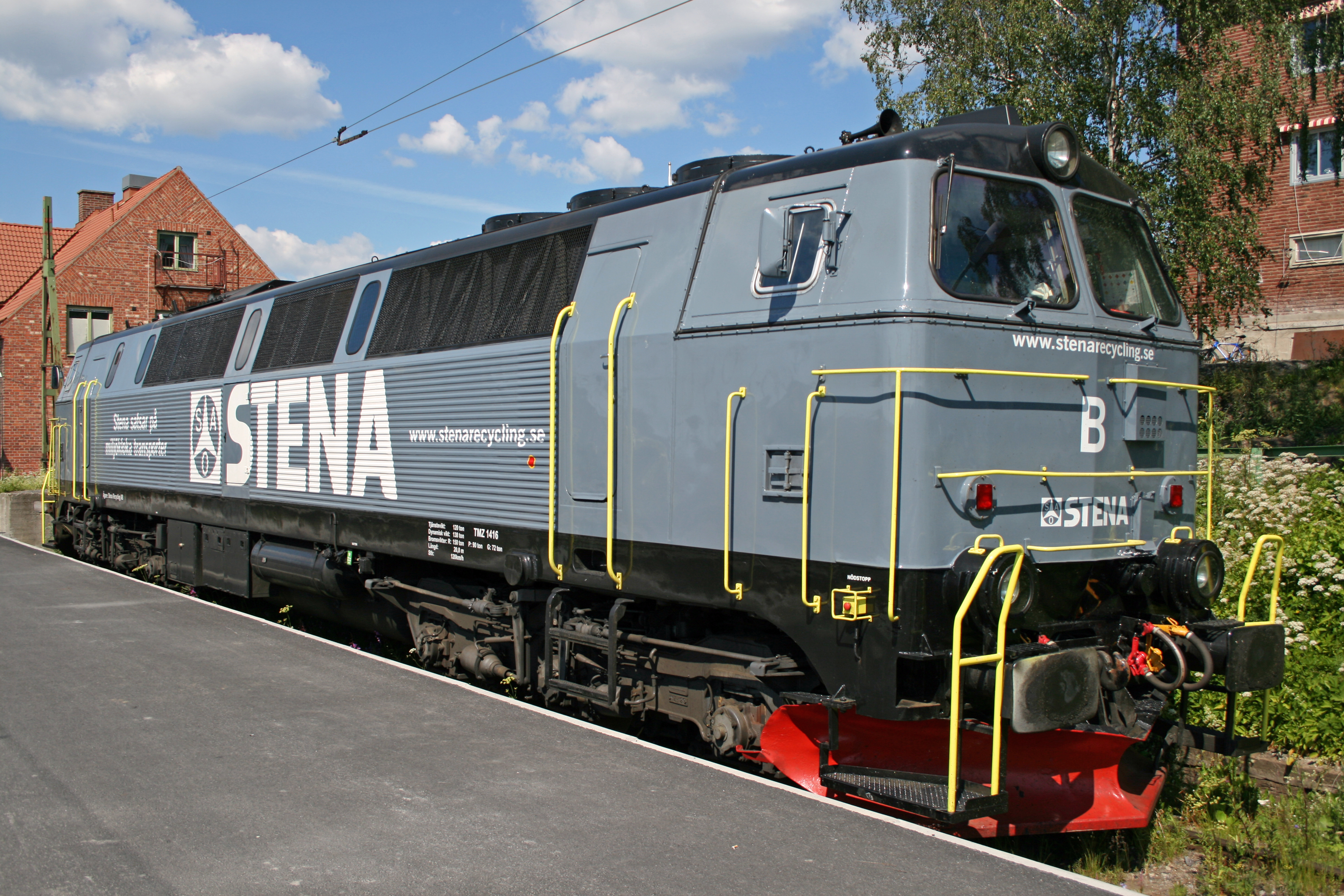
Class MZ in private ownership at Östersund (2008)
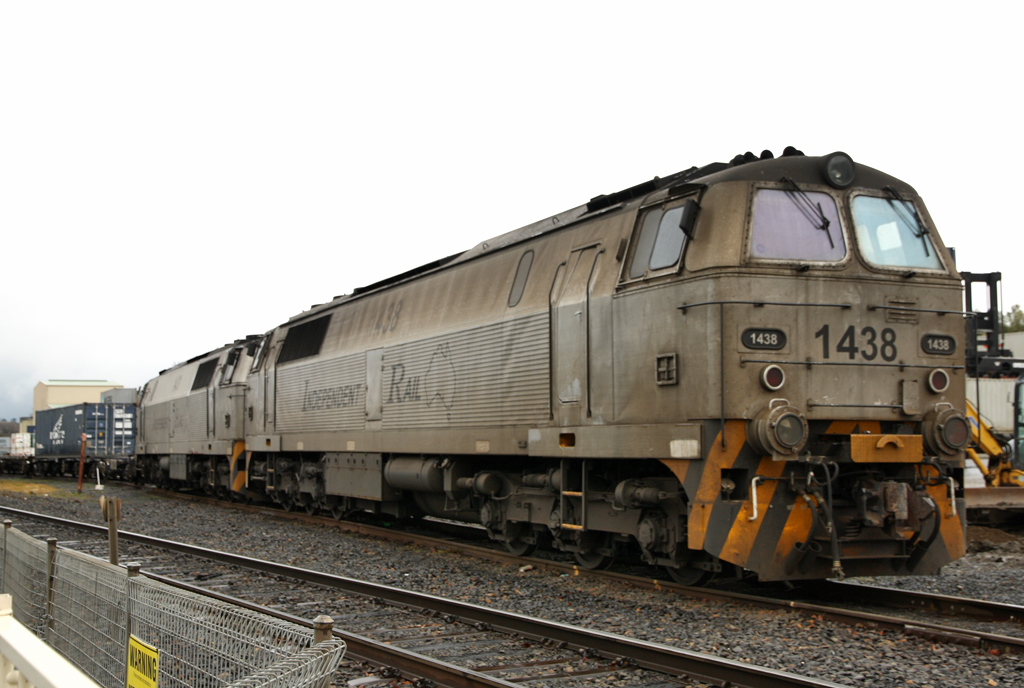
Independent Rail MZ 1438 at Blayney в июле 2010
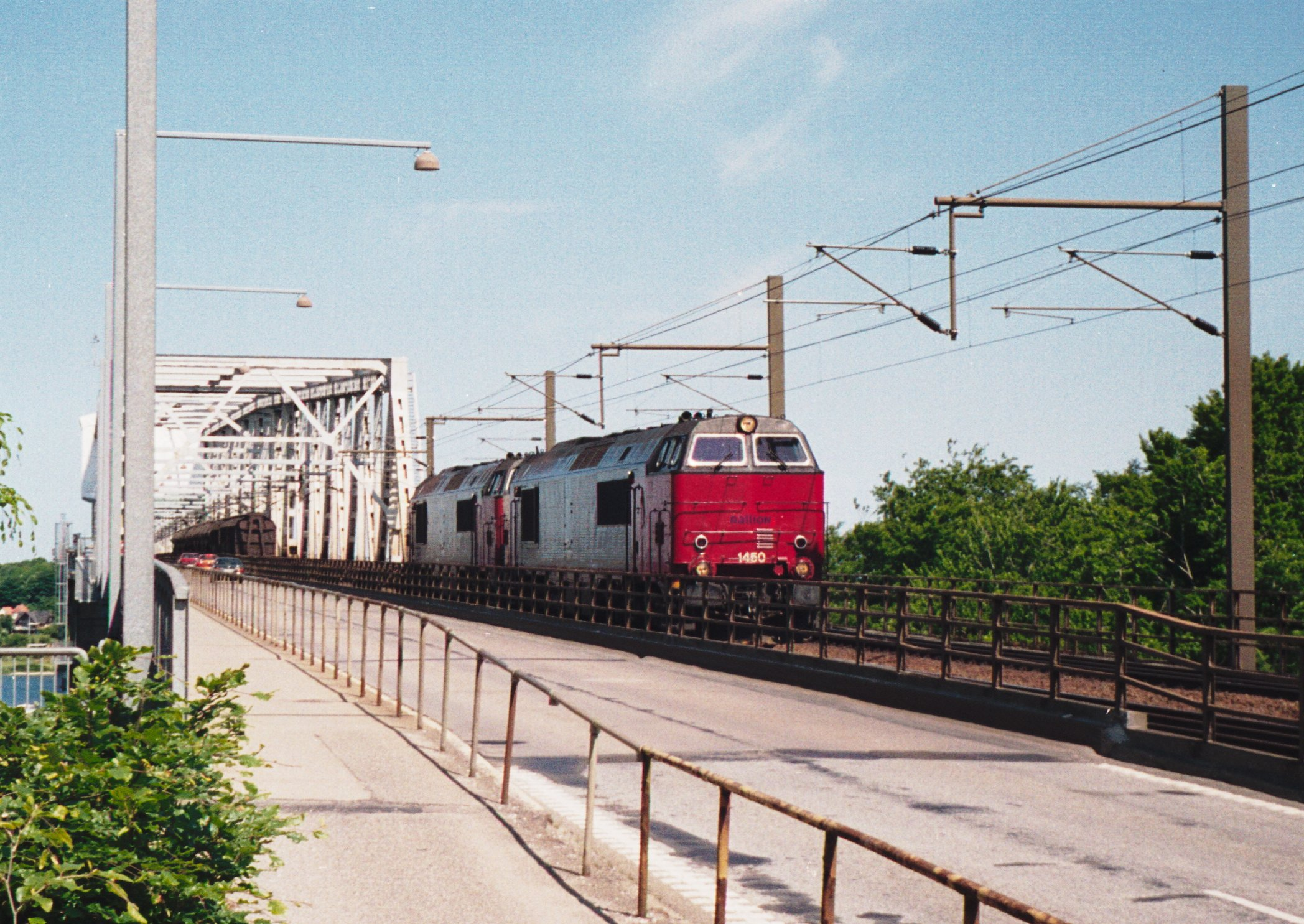
Railion Denmark MZ 1450 и 1458 (2003)
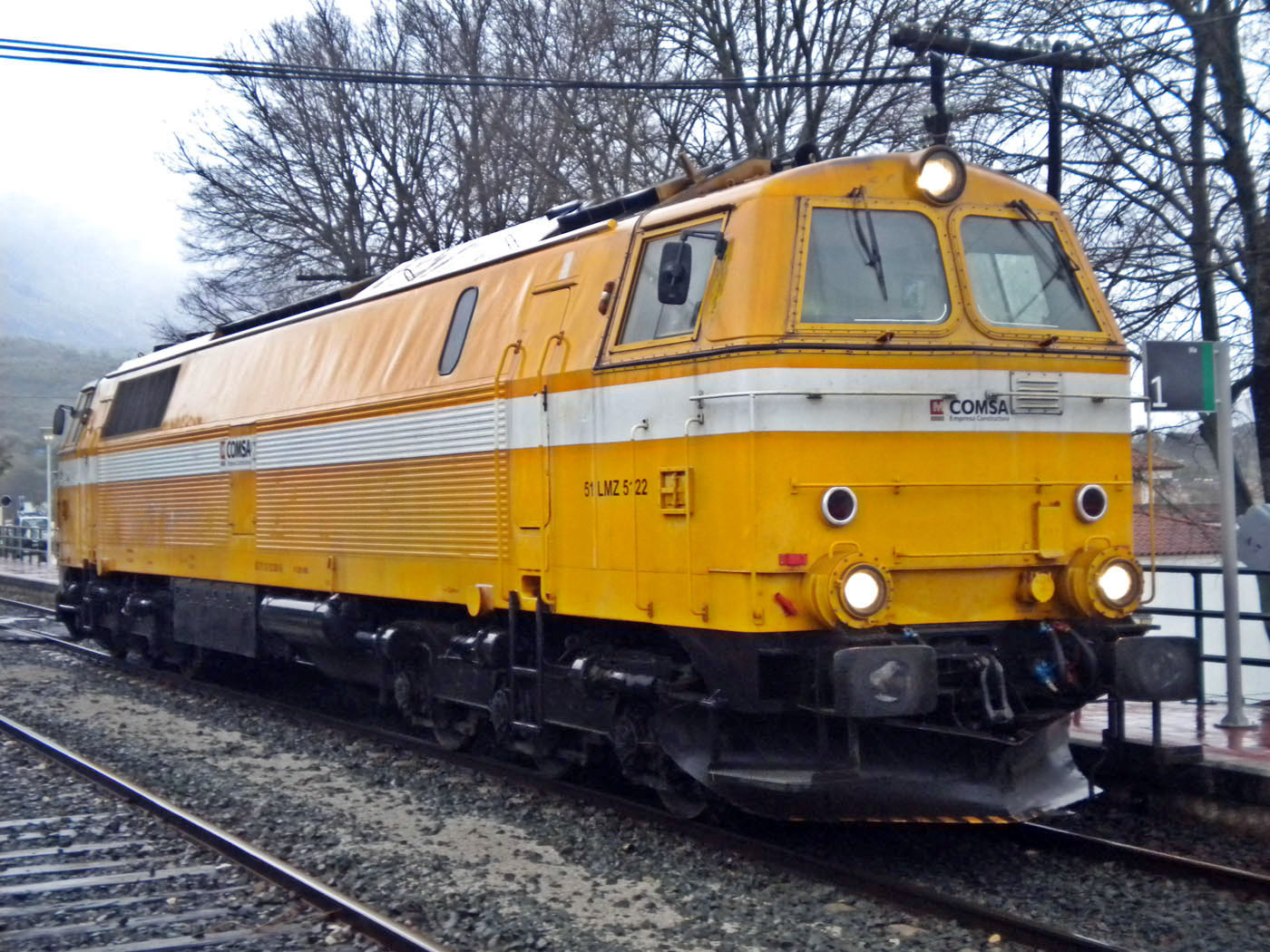
COMSA MZIII at Cortes de la Frontera, Испания (2009)
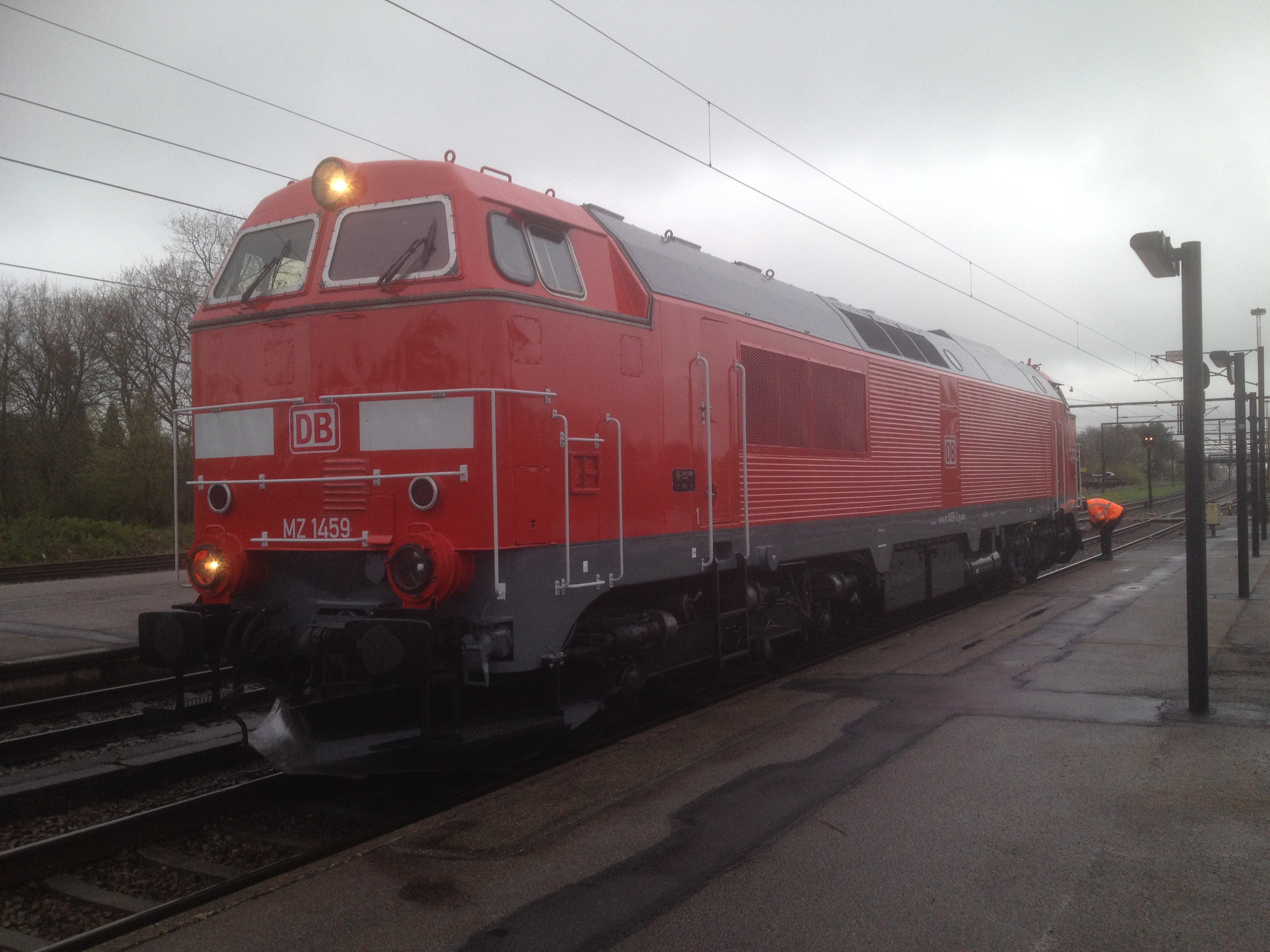
Vojens, 2018